# Rietberger Fischteiche
Die Rietberger Fischteiche sind ein Naturschutzgebiet in Rietberg im Kreis Gütersloh, Nordrhein-Westfalen, das zwischen 1900 und 1904 künstlich in einem Sumpfgelände angelegt wurde.

## Beschreibung
Das 49,9 ha große Gebiet rund um das ehemalige Schloss Eden (Gut Rietberg) wird über eine Zuleitung aus der Ems gespeist. Das bis zu 1,5 Meter tiefe Wasser ist daher sehr sauerstoff- und nährstoffreich. Es wird von sehr dichtem bis zu 2 m hohem Röhricht umgeben. Dieses setzt sich vor allem aus Schilf (Phargmites australis), Rohrglanzgras (Phalaris arundinacea) und Wasser-Schwaden (Glyceria maxima) zusammen. Im Bereich der Ufer und auf den Schlammböden der im Winter abgelassenen Teiche kommen als floristische Besonderheiten der Schlammling (Limosella aquatica) und die Nadelsimse (Eleocharis acicularis) vor.
Die Wasserflächen werden teilweise von der Gelben Teichrose (Nuphar lutea) und der Weißen Seerose (Nymphaea alba) bedeckt. Auf einem der Teiche schaukeln die Schwimmblätter der Seekanne (Nymphoides peltata), die in den 1960er Jahren vermutlich angesalbt wurde.
Das ganze Areal wird von vielen Vogelarten bevölkert, welche hier ein geschütztes Brut- und Rastgelände gefunden haben. Zu finden sind hier unter anderem Bless- und Teichhuhn, Schilf-, Sumpf- und Teichrohrsänger, die Rohrammer, die Stock- und die Knäkente und der Zwergtaucher. Eine Besonderheit stellt das Vorkommen des Moorfrosches dar.
Das Gebiet grenzt im Norden und Westen direkt an das Naturschutzgebiet Rietberger Emsniederung. Es befindet sich in Privatbesitz und ist nicht für die Öffentlichkeit zugänglich.